# 143.ª Brigada Mixta (Ejército Popular de la República)
La 143.ª Brigada Mixta fue una unidad del Ejército Popular de la República que tomó parte en la Guerra Civil Española. Durante la contienda llegó a operar en los frentes de Aragón, Segre y Cataluña.

## Historial
La unidad fue creada en torno a mayo de 1937, orgnizándose en el Castillo de Figueras entre los meses de mayo y junio en base al Batallón de montaña «Chiclana» n.º 1; para la jefatura de la brigada fue nombrado el capitán de infantería Nicanor Felipe Martínez. Tras el final de su fase de adiestramiento fue enviada al frente de Aragón. La 143.ª BM, destinada en el sector de Escatrón, fue incorporada a la 44.ª División del XII Cuerpo de Ejército y quedó situada en reserva de cara a la ofensiva de Zaragoza, a finales de agosto de 1937; más adelante llegaría a combatir en el sector de Fuentes de Ebro con la llamada Agrupación «F».
A comienzos de febrero de 1938 la unidad contaba con un total de 2575 efectivos humanos.
Un mes más tarde, al comienzo de la ofensiva franquista en el Frente de Aragón, la brigada cubría el frente situado al sur del río Ebro y el norte de Fuendetodos, junto al resto de la 44.ª División. Fue enviada a reforzar el sector de Quinto, pero acabaría teniendo que retirarse por la presión enemiga. Siguió retirándose hacia el este, pasando por Tamarite de Litera y el Vértice Viñaza, hasta quedar situada tras la línea del río Segre. Tras el final de los combates en Aragón la 143.ª BM fue agregada a la 24.ª División.
El 9 de junio la brigada cruzó el río Segre por el sector de Vilanova de la Barca, logrando formar una pequeña cabeza de puente que lograría mantener hasta el 17 de junio, debiendo regresar a sus posiciones originales en medio de grandes dificultades debido a la crecida artificial del río. La 143.ª BM fue condecorada con la Medalla al Valor colectiva, como también lo sería su comandante, el mayor Hermenegildo Roca Oliver —que había asumido el mando de la unidad aquella primavera—.
Durante la batalla del Ebro la brigada permaneció situada en reserva, sin participar en los combates. A finales de 1938, al comienzo de la ofensiva franquista en Cataluña, la 143.ª BM se encontraba guarneciendo el sector sur del Ebro. Ante el peligro de quedar cercada hubo de retirarse a Tarragona, si bien acabaría siendo cercada —y destruida— en la línea defensiva del río Gayá el 16 de enero de 1939.

## Mandos
Comandantes
- Capitán de infantería Nicanor Felipe Martínez;[7]
- Mayor de milicias Hermenegildo Roca Oliver;

Comisarios
- Jaume Girabau, del PSUC;[8]